# Klara Ziegler

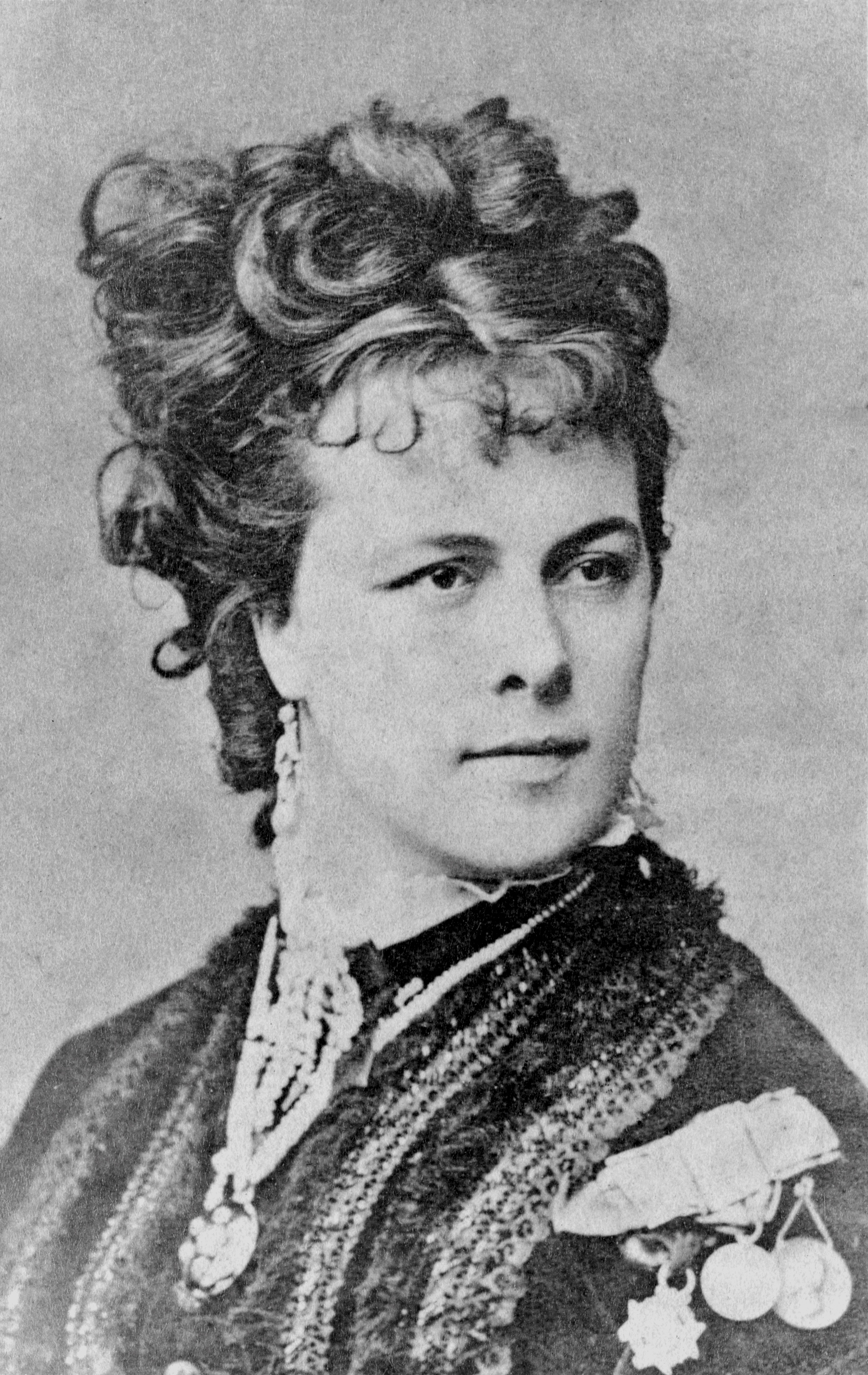
Klara Ziegler.

Klara Ziegler, född den 27 april 1844 i München, död där den 17 december 1909, var en tysk skådespelerska.
Klara Ziegler uppträdde från sitt artonde år med framgång i hjältinneroller. Hon var anställd vid Münchens hovteater 1868–1874 och gav sedermera gästspel på de främsta skådebanorna i Tyskland och Ryssland. Hon gifte sig 1876 med sin lärare, hovskådespelaren Adolph Christen, blev änka 1883 och lämnade scenen 1904. Utrustad med ståtliga yttre framställningsmedel, vann hon rikligt bifall i sådana roller som Jungfrun av Orléans, Lady Macbeth, Medea, Iphigenie, Thusnelda och Brunhild. Hon skrev flera lustspel.